# Leo Zimpel
Leo Zimpel (* 18. Mai 1860 in Wien; † 5. Februar 1923 ebenda) war ein österreichischer Graveur, Ziseleur, Stempelschneider und Medailleur.

## Leben und Werk

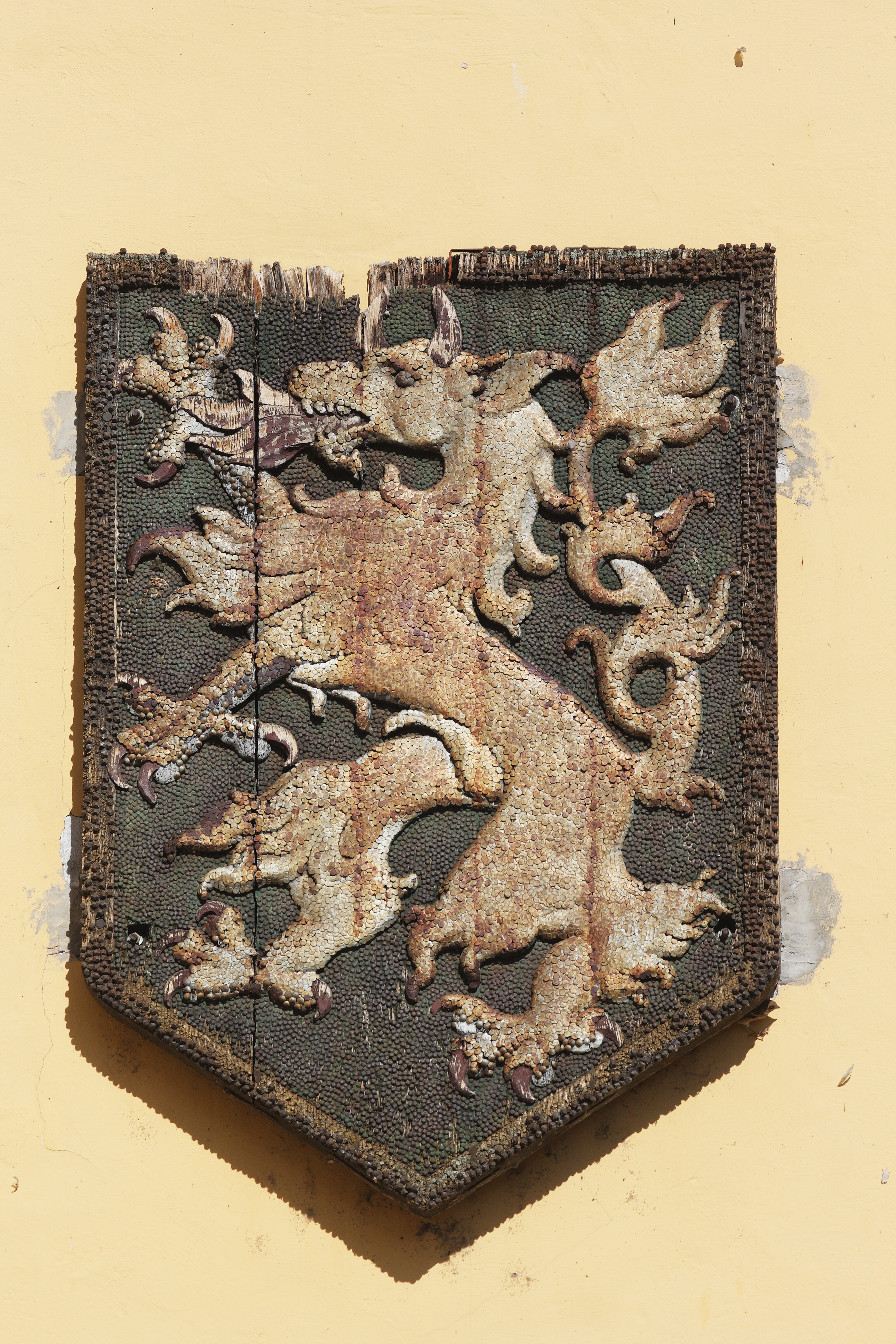
Eiserner Panther

Leo Zimpel war als Lehrer, später Professor, für Graveure, Ziseleure und Stempelschneider an der K.K. Vereinigten Fachschule und Versuchsanstalt für Eisen- und Stahlbearbeitung in Steyr tätig.
Von ihm stammt das Holzmodell des Eisernen Panthers (auch Steyrer Panther), einer Kriegsnagelung, die sich an der Fassade des Steyrer Wasserturms befindet.